# NGC 7706
NGC 7706 (другие обозначения — PGC 71817, UGC 12686, MCG 1-60-6, ZWG 407.15) — линзообразная галактика (S0) в созвездии Рыбы.
Этот объект входит в число перечисленных в оригинальной редакции «Нового общего каталога».